# Analyse du cycle de vie
Pour les articles homonymes, voir ACV.
L'analyse du cycle de vie (ACV) est une méthode d'évaluation normalisée (ISO 14040 et 14044) permettant de réaliser un bilan environnemental multicritère et multi-étape d'un système (produit, service, entreprise ou procédé) sur l'ensemble de son cycle de vie.
Son but est de connaître et pouvoir comparer les impacts environnementaux d'un système tout au long de son cycle de vie, de l'extraction des matières premières nécessaires à sa fabrication à son traitement en fin de vie (mise en décharge, recyclage…), en passant par ses phases d'usage, d'entretien et de transport.
L'ACV permet ainsi :
- de quantifier les contributions aux impacts environnementaux d'un système (par étape de cycle de vie ou par sous-système : composants, matériaux utilisés, procédés) afin d'en dégager des pistes d'écoconception ou d'amélioration du bilan environnemental du système ;
- de comparer du point de vue environnemental deux systèmes ayant la même fonction, à quantité de service rendu égale (voir la notion d'unité fonctionnelle).

L'ACV est :
- une procédure, c'est-à-dire une suite d'étapes standardisées ;
- un modèle mathématique de transformations permettant de faire correspondre des flux à leurs impacts environnementaux.

## Introduction et contexte

### Positionnement en matière d'analyse de soutenabilité
L'ACV est une méthode d'analyse permettant de compléter la connaissance de la soutenabilité du système étudié. Elle n'inclut ni les éléments économiques, ni les éléments sociaux. Les systèmes étudiés sont considérés comme en fonctionnement normal, les accidents sont donc exclus. Les impacts étudiés ont lieu dans la biosphère et non dans la technosphère. Ce qui arrive au sein de l'environnement de production n'est donc pas développé. Ces éléments précités, non inclus dans l'ACV, sont les objets d'autres études comme, l'environmental risk assessment (ERA), évaluation des risques environnementaux, ou encore des études reprenant le cadre de travail de l'ACV, le coût du cycle de vie (en anglais life cycle costing, LCC), l'analyse sociale du cycle de vie (AsCV, en anglais S-LCA pour Social Life Cycle Assessment).
L’analyse sociale du cycle de vie (AsCV) est un outil permettant d’identifier les effets sociaux et socio-économiques potentiels sur différentes parties prenantes (par exemple : travailleurs, communautés locales, consommateurs) tout au long de la chaîne de valeur des produits et services. L’AsCV est encadrée et reconnue au niveau international par les « Lignes directrices pour l’analyse sociale du cycle de vie des produits », publiées en 2009 au Québec,. L'outil s’appuie sur les lignes directrices ISO 26000:2010 pour la responsabilité sociale et les lignes directrices du Global Reporting Initiative (GRI).
Tous ces éléments, gravitant dans le domaine de la « pensée en cycle de vie », visent à compléter l'ACV. Ils peuvent d'ailleurs être intégrés dans la mesure où leurs quantifications peuvent être mises en relation avec l'unité fonctionnelle quantifiée par le flux de référence.[pas clair]

### Historique de la méthode
Les premiers travaux relevant de l'ACV datent des années 1970. Ces origines sont relatées dans les travaux de 1996 de Boustead et Hunt, respectivement au Royaume-Uni et aux États-Unis d'Amérique,.
Les premières méthodes d'évaluation des impacts environnementaux, telles que nous les connaissons toujours aujourd'hui sous la forme de l'ACV, remontent à 1992, soit environ vingt ans après les prémisses de la méthodologie. Mentionnons l'EPS (Environmental Priority Strategy), basée sur une modélisation orientée dommage exprimée en valeur monétaire, le modèle Swiss Ecoscarcity Ecopoints fondé sur le « principe de la distance à la cible » et la méthode de 92 du CML avec une orientation « problème ».

### Vocabulaire et définition
Selon la logique de l'ACV, les flux constitutifs d'un produit se décomposent selon deux dimensions, deux sphères :
- la technosphère représente l'ensemble des activités et produits humains (production, transformation, consommation) ;
- l'écosphère représente principalement l'environnement naturel. D'une certaine manière l'écosphère englobe la technosphère et est donc source de toutes les matières premières et réceptacle de tous les déchets de la technosphère.

Afin de réaliser une ACV, tout système est décomposé en processus élémentaires et chaque processus élémentaire reçoit et émet des flux. À l'image des deux sphères (eco et techno), il existe deux types de flux :
- les flux élémentaires qui proviennent (ressources) ou sont à destination (déchets) de l'écosphère ;
- les flux économiques qui proviennent (intrant) ou sont à destination (extrant/produit) de la technosphère.

#### Reformulation hors champ économique
Idéalement, seuls des flux élémentaires devraient entrer et sortir du système, les flux économiques ne devraient que servir à joindre les processus élémentaires entre eux (hormis le produit final qui est un flux économique qui sort du système). Cependant ceci nécessiterait de prendre en compte trop de sous-systèmes comme tout ce qui sert à produire l'électricité nécessaire à un processus élémentaire. Par conséquent, il est fréquent que des processus élémentaires, comme l'approvisionnement d'électricité, soient simplifiés comme des processus dont on connaît les impacts environnementaux agrégés (les impacts de chaque processus élémentaire de la production d'électricité n'apparaissent plus individuellement, mais agrégés en impacts globaux).

#### Éco-profil
L'« éco-profil » (ou « profil environnemental », distinct du « profil environnemental régional » ou du « profil environnemental local ») est un élément de la démarche d'écoconception et/ou d’évaluation environnementale (quantitatif et/ou qualitatif). C’est une sorte de « carte d’identité » environnementale d’un produit ou service qui peut être utilisée pour la conception d’un objet ou de structures complexes comme un véhicule, un bâtiment à haute qualité environnementale, une zone d'aménagement concerté (ZAC), ou un écoquartier, notamment pour les approches d’économie circulaire et de types Analyse du cycle de vie.
L’écoprofil est aussi le nom de la méthode permettant d’aboutir à ce type de profil, qui se présente généralement comme issu d’une modélisation décrivant les impacts environnementaux direct et indirects d’un produit (par exemple un objet produit en fonderie à partir d’un moule) ou d’un service (sur l’eau, l’air, le sol, les services écosystémiques et les écosystème) dans un contexte moyen.
Selon les cas il est réalisé de manière plus ou moins approfondie, mais selon une méthode scientifique, publiée, répétable et vérifiable. Il peut faire partie de la « déclaration environnementale ». Certains auteurs le classe parmi les outils de l’éco-innovation.

#### Bases de données d'éco-profils
Des modèles fins sont nécessaires pour définir de nouveaux cadres européens (en cours d’élaboration en 2017-2018) aux ACV d’équipements électriques et électroniques, et pour la bonne gestion de cette filière de déchets. Ils aideront à clarifier les volumes et qualité de matières premières et de substances (additifs) utilisées (et éventuellement gaspillés en fin de vie). Pour aider les fabricants à écoconcevoir leurs produits afin d’économiser des ressources et limiter l'emploi de produits dangereux et mieux gérer le recyclage (y compris en réintégrant dans les processus des matières recyclées ou des composants réutilisables). 
En mars 2017, une base de données réunies par le réseau international « Life Cycle Data Network » propose plus de 60 matériaux « modélisés » (acier, aluminium, verre, PP, ABS...) retrouvés dans les appareils ménagers (PAM, GEM, lampes, tubes fluorescents, écrans plats) et dans les appareils professionnels (blocs d'éclairage, équipement médicaux ou des bâtiments, etc.) dont plusieurs résines (ABS, ABS-PC, PC, PBT, PP, PS, PET, etc.).  Les éditeurs de logiciels d'ACV peuvent utiliser cette base de données pour améliorer et rendre plus comparables entre elles les ACV. Ce travail est basé sur les entrées/des installations de récupération et recyclage (de la collecte à la « fin de vie » ou réutilisation des matériaux). Les éco-organismes ont fait une modélisation des fractions sortantes et mesuré la part de chaque fraction envoyée au recyclage (ex. : refonte d’aluminium, d’acier ou valorisation énergétique en cimenterie) Seuls certains ICV (inventaires de cycle de vie) détaillent la composition des plastiques additivés (ABS avec ou sans RFB ou contenant des charges (pigment, minéraux, métaux). Ce travail doit donc encore être complété (dès 2017) par l’analyse d’autres  types d'équipements professionnels puis être périodiquement mis à jour. Environ 50 sites de traitement de DEEE ont été « modélisés » et près de 15 filières valorisant et/ou éliminant chaque matière. Tous ces prestataires ont été évalués pour leur consommation énergétique et en eau. Dans le même temps d’autres bases de données commencent à fournir des écoprofils (disponibles pour huit résines et plastiques recyclés en mars 2017) permettant aux industriels de choisir s’ils le souhaitent des plastiques recyclés en ayant une meilleure idée de leur empreinte environnementale. Les transformateurs de matières plastiques travaillant pour l'emballage, le bâtiment ou l'automobile vont désormais pouvoir choisir entre résines vierges et matières régénérées en France, en fonction de leurs propriétés environnementales.

## Standardisation
La série de la norme ISO 14040 fournit de la documentation pour chacune des étapes de l'analyse du cycle de vie :
- ISO 14040 : Management environnemental - Analyse du cycle de vie - Principes et cadre ;
- ISO 14041 : (obsolète) Management environnemental - Analyse du cycle de vie - Définition de l'objectif et du champ d'étude et analyse ;
- ISO 14042 : (obsolète) Management environnemental - Analyse du cycle de vie - Évaluation de l'impact du cycle de vie ;
- ISO 14043 : (obsolète) Management environnemental - Analyse du cycle de vie - Interprétation du cycle de vie ;
- ISO 14044 : Management environnemental - Analyse du cycle de vie - Exigences et lignes directrices. Cette nouvelle norme, avec la version de 2006 de ISO 14040, annule et remplace ISO 14041:1999, ISO 14042:2000 et ISO 14043:2000, qui ont été révisées ;
- ISO TS 14048 : Formats de documentation de données ;
- ISO TR 14049 : exemples illustrant la définition de l'objectif et du champ d'étude, et l'analyse des inventaires selon ISO 14044.

La plate-forme de recherche européenne (JRC joint research center) édite également des manuels et guides de référence sur l'analyse du cycle de vie. Citons parmi ces publications : 
- le guide général détaillé[16], qui reprend et complète le cadre de l'ISO ;
- le guide sur les méthodes d'impacts[17], qui fait l'analyse des méthodes existantes pose les recommandations européennes et établit les besoins d'amélioration.

## Méthodologie

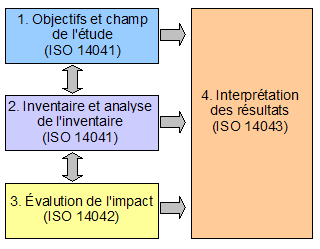
Relations entre les différentes étapes du processus d'analyse du cycle de vie selon ISO 14040. (Les normes citées ici ont été remplacées par ISO 14044 qui décrit toutes ces étapes selon la même systématique.)

Suivant les quatre ou cinq phases (suivant que l'on se réfère à l'ISO groupant objectifs et champ d'étude ou à l'ILCD les séparant), il faut d'abord définir l'objectif de l'étude, puis choisir en conséquence l'objet à étudier. Il faut ensuite étudier les systèmes impliqués par les produits à comparer, puis les flux de matières et d'énergie, puis les impacts environnementaux connus, pour chaque étape du cycle de vie. Il faut enfin pondérer ces impacts, habituellement sous la forme d'unités de charge écologique (UCE).
Les bonnes pratiques impliquent d'intégrer une revue critique, qui est un processus de vérification par un tiers que l'« Analyse du Cycle de Vie satisfait aux exigences de méthodologie, de données, d'interprétation et de communication et si elle est conforme aux principes de la méthodologie tels qu'ils sont indiqués par les normes en vigueur ». Le tiers peut être un expert interne ou externe ou un comité des parties intéressées. Il vérifie la cohérence des méthodes relativement aux normes en vigueur, leur validité scientifique et technique, et la pertinence des données vis-à-vis des objectifs de l'étude. Il vérifie aussi que le rapport d'étude soit transparent, vérifiable et cohérent, ainsi que « le reflet des interprétations au vu des limitations identifiées et des objectifs de l'étude ».

### Définition des objectifs et du champ de l'étude
Cette première partie se décompose en plusieurs sous-parties dont la structure était anciennement standardisée par la norme ISO 14041.

#### Définition de l'objectif de l'étude
Insertion des cas ILCD[style à revoir].
En fonction de ces objectifs, les choix réalisés au cours de l'étude pourront varier, de même qu'une partie du processus. Par exemple, une analyse du cycle de vie rendue publique se doit d'être revue par des vérificateurs externes, ce qui n'est pas le cas pour une analyse utilisée à des fins internes.

#### Types
Il existe deux types principaux d'analyse de cycle de vie :
- l'ACV-A, attributionnelle (ou analyse par attributs) : Le système à l'étude est composé de processus élémentaires liés par des flux issus de la technosphère directement attribuable au système. Le système est considéré comme établi (en régime permanent). Les conséquences induites par les alternatives comparées ne remettent pas massivement en cause les chaînes des fournisseurs (les ordres de grandeur ne sont pas ceux des capacités de production ou des seuils impliquant leurs modifications) ;
- l'ACV-C, conséquentielle (ou analyse par conséquences) : le système à l'étude est composé de processus élémentaires liés par des flux économiques mais aussi de processus affectés indirectement par la mise en place du cycle de vie du produit étudié ou par son changement. (Exemple : la mise en place à grande échelle d'appareils consommateurs d'électricité ajoutent globalement plus que la capacité de production permanente à l'état initial. Au-delà du cycle du produit consommateur d'énergie, il faut étudier les conséquences de la mise en place de nouvelles installations de production électrique ou de l'accroissement de la production des modes marginaux).

Dans les faits, la méthode est la même, la seule différence se fait au niveau des frontières du système étudié et des méthodes utilisées pour calculer les flux de référence appelés.
Notons que l'ACV-C fait apparaître des non-linéarités alors que l'ACV-A est purement linéaire : en ACV-A, les impacts (mid-point, end-point, score unique) sont des fonctions linéaires de l'unité fonctionnelle. En ACV-C, tel n'est plus nécessairement le cas, car les lois d'offre et de demande ne sont linéaires que dans le cadre de petites variations.
Une erreur de choix de modélisation peut être lourde. Les résultats de calculs d'intrants et d'émissions (de CO2 par exemple) peuvent varier de beaucoup selon que la méthode de calcul retenue est de type « conséquentielle » ou « attributionnelle ».

##### Fonction
Il est important de comprendre que l'analyse du cycle de vie nécessite, pour une portée comparative, d'étudier la fonction du produit. En effet, en n'étudiant que le produit en lui-même, il deviendrait difficile de comparer des produits remplissant la même fonction mais de manière différente comme la voiture et le transport en commun dont la fonction commune est de déplacer des personnes. À ce titre une Analyse fonctionnelle s'avère fortement recommandée.
C'est en définissant correctement la fonction étudiée qu'il est possible de comparer des produits entre eux. Une bonne définition de la fonction permet également de définir correctement les frontières du système à l'étude.
Exemple de fonction pouvant servir pour de la peinture : protéger et colorer un mur.

##### Unité fonctionnelle
L’unité fonctionnelle représente ainsi une quantification de la fonction d’un produit. C’est à partir de cette unité qu’il sera possible de comparer des scénarios de produits a priori différents. Comme toute unité, elle se doit d’être précise, mesurable et additive. D'une manière générale, l'unité fonctionnelle devrait contenir une composante fonctionnelle, un critère de performance, et une durée.
Dans le cas de la fonction précédemment proposée, l'unité fonctionnelle peut être de couvrir 1 m2 de mur avec une opacité mesurée à l'opacimètre d'au moins 0,98 pendant 20 ans.
La fonction et l'unité fonctionnelle ainsi définies sont suffisamment ouvertes pour comparer des peintures entre elles, mais aussi du papier mural dont la fonction est la même. Des paramètres influenceront directement les grandeurs rencontrées dans l'unité fonctionnelle définie. Il s'agit de paramètres clefs qui devront être suivis tout particulièrement. Typiquement entrent en jeu des questions de durée de vie, de nombre d'utilisations possibles, d'efficacité, etc.
Pour une peinture, les paramètres clés peuvent être la durée de vie d'une couche de peinture et la quantité de peinture nécessaire pour couvrir adéquatement une surface.

#### Flux de référence
Le flux de référence désigne la quantité du produit analysé et de consommables utilisés par ce produit nécessaires pour couvrir les besoins de l'unité fonctionnelle.
Dans le cas de la protection d'un mur, le flux de référence pourrait être : 
- pour une peinture de bonne qualité (nécessite seulement 2 couches en 20 ans) : 5 kg ;
- pour une peinture de moins bonne qualité (nécessite 3 couches en 20 ans) : 7 kg ;
- pour du papier peint mural (à changer une fois en 20 ans) : 2 m2 + 100 g de colle…

#### Frontières du système
Une fois la fonction et ses attributs clairement définis, il convient de définir les limites du système qui sera étudié et qui permettra de rencontrer les besoins de la fonction.
Comme expliqué plus loin, le système à l'étude est généralement décomposé en processus élémentaires (extraction des matières premières, transport, 1re transformation, etc.). Selon la théorie, chaque processus élémentaire fournissant un intrant pour le produit final devrait être pris en compte. Cependant, pour un système un minimum complexe, cela amène d'innombrables processus élémentaires, certains ayant une contribution quasi nulle.
Par conséquent, il est généralement admis de définir des frontières pour le système au-delà desquelles la recherche d'information ne s'aventurera pas. Dans ce cas, il est nécessaire d'avoir des données suffisamment précises pour combler le manque. Ainsi, s'il n'est pas nécessaire de prendre en compte tous les processus élémentaires amenant à la production de l'électricité utilisée pour un procédé, il faut en revanche avoir accès à des données d'impact dites agrégées, qui vont quand même permettre de quantifier l'impact de la consommation d'électricité.
Un processus élémentaire dont les données préliminaires montrent que la contribution est infime peut être retiré selon des critères d'exclusion à définir.
Souvent, la définition des frontières sera itérative. En effet, dans un premier temps, il sera possible de construire un arbre des processus élémentaires et de spécifier, a priori, les processus inclus et exclus. Durant les phases suivantes, il sera souvent nécessaire de revenir sur les frontières pour inclure ou exclure des processus, soit parce que des données précises ne sont pas disponibles, soit parce qu'un processus doit être inclus car présentant un impact qu'il faut qualifier plus précisément.
Les étapes générales à considérer sont :
- l'acquisition des matières premières et les sources d'énergie ;
- le transport et la distribution ;
- les étapes de production ;
- l'utilisation du produit ;
- la gestion de la fin de vie (recyclage, destruction, entreposage, revalorisation, etc.) ;
- la production/vie/fin de vie des infrastructures nécessaires à toutes ces étapes.

### Analyse de l'inventaire du cycle de vie
L'étape d'inventaire d'analyse du cycle de vie (ICV) consiste à inventorier tous les flux à l'intérieur et à l'extérieur du système à l'étude. Cette étape était anciennement normalisée et décrite par la norme ISO 14041.
Deux types de flux sont identifiés dans le cadre d'une analyse du cycle de vie :
- les flux économiques, flux de matière, énergie, services, etc. échangés entre les processus élémentaires et avec des systèmes extérieurs ;
- les flux élémentaires, flux échangés avec l'écosphère (matières premières, déchets remis dans l'environnement et émissions).

L'inventaire et son analyse se font en quatre étapes :
1. Quantification de tous les flux économiques et élémentaires associés à chaque processus élémentaire : pour chaque étape du système, considéré comme une boite noire, il faut quantifier tout ce qui entre et tout ce qui sort ;
2. Mise à l'échelle des flux économiques et élémentaires : il faut mettre à l'échelle tous les flux identifiés en fonction du flux de référence. Ceci consiste à prendre le flux de référence (la quantité étudiée du produit final) et à remonter de processus élémentaire en processus élémentaire tous les flux élémentaires correspondants ;
3. Quantification des émissions et extractions pour chaque processus élémentaire : le but de cette étape est de quantifier tous les éléments qui ont un impact environnemental à chaque étape ;
4. Agrégation des flux élémentaires : toutes les données pour une source d'impact sont agrégées pour calculer les impacts à l'étape suivante. Par exemple, toutes les émissions de CO2 de tous les processus élémentaires sont additionnés en une seule valeur.

## Imputation et exclusion
Souvent l'enchevêtrement des processus rend les sources et les destinations des flux difficiles à déterminer. C'est notamment le cas pour les processus multifonctionnels dans lesquels un seul processus va générer plusieurs produits. C'est par exemple le cas du raffinage du pétrole qui va produire différents carburants (diesel, essence, gaz naturel) et d'autres coproduits comme l'asphalte.
À supposer l'étude d'un seul de ces coproduits, par exemple l'asphalte, comment répartir l'impact des étapes précédentes (extraction du pétrole, raffinage, transport, etc.) entre le produit étudié et les autres coproduits.
Plusieurs approches sont possibles et sont ici présentées par ordre de priorité selon ISO :
- approche de division : c'est la solution la plus simple, mais rarement applicable au complet. Elle consiste à séparer les processus multi-fonctionnels en processus mono-fonctionnels et à exclure les processus qui n'entrent pas directement dans la chaîne du produit étudié ;
- approche par extension des frontières : cette méthode est assez efficace lorsqu'un processus aboutit sur un coproduit qui peut être réalisé par un processus mono-fonctionnel. Dans ce cas, il est possible d'étendre les frontières du système à ce processus mono-fonctionnel et ensuite de soustraire les impacts de ce dernier au processus multi-fonctionnel.

Toutefois ceci oblige à réaliser une analyse plus complexe prenant en compte un processus supplémentaire ;
- approche par imputation : l'imputation est la méthode ultime pour résoudre des problèmes de processus multifonctionnels mais souvent entrent en jeu des choix méthodologiques qui ne vont pas refléter pleinement la réalité. C'est le cas pour le raffinage du pétrole.

L'imputation consiste à répartir les entrants et les sortants de manière à refléter le degré de responsabilité de chaque coproduit dans la génération de ces flux.
Pour ceci, il faut faire un choix sur la contribution de chaque produit en fonction d'une mesure. La méthode la plus simple est souvent celle de la masse. On attribuera à chaque sous-produit une portion des entrants et sortants en fonction de la masse produite de sous-produit par rapport à la masse totale de produits issus du processus. Il devient ainsi possible de ne prendre en compte dans l'analyse réalisée qu'une portion des entrants et sortants du processus.
Les critères utilisés pour l'imputation dépendront de la valeur, et quelque part de la raison qui pousse à réaliser un processus. Ainsi pour un procédé de raffinage produisant plusieurs sources d'énergie différentes, le critère d'imputation pourra être la valeur énergétique (et donc du bilan énergétique) de chacun des coproduits. Il est également envisageable de prendre la valeur monétaire comme facteur d'imputation.
La question de l'imputation, qui est quasi inévitable dans une ACV, est une des critiques récurrentes de cette méthode car elle peut amener à une variation importante dans la contribution d'un processus en fonction de la méthode et du critère choisi.

### Cas du recyclage
Le processus du recyclage est un exemple typique de processus multi-fonctionnel dont les impacts vont devoir être répartis ; au point que les normes ISO ont édité une série de recommandations à ce sujet.

#### Recyclage en boucle fermée
Le recyclage en boucle fermée est un processus qui permet de récupérer un nombre de fois virtuellement infini un matériau, sans en altérer sa qualité. C'est le cas de certains métaux ainsi que de catalyseurs pour des réactions chimiques.
Ce cas est relativement simple, il suffit de considérer qu'un pourcentage donné de matière est recyclée et réinjectée dans le processus étudié. Il faut ensuite ajouter le processus de recyclage dans l'analyse du cycle de vie et ôter la quantité de matière recyclée du flux de matière entrant dans le processus.
Au global, il n'est pas nécessaire de faire entrer en jeu des imputations, tout reste dans les frontières du système.

#### Recyclage en boucle ouverte
Dans le cas du recyclage en boucle ouverte, dans lequel le produit recyclé va théoriquement être dégradé et servir à autre chose, il faut être en mesure de répartir les impacts du recyclage entre les différents processus en jeu. Ainsi, quand on recycle des bouteilles en plastique pour en faire des bacs à poubelle, comment répartir le processus de recyclage entre le processus des bouteilles sachant que :
- sans les bouteilles, il ne serait pas utile de faire ce processus ;
- le recyclage évite des entrants au processus pour faire des bacs à poubelles.

ISO propose plusieurs voies :
- approximer une boucle fermée : si les modifications dans les caractéristiques du produit sont mineures, on peut supposer un processus fermé. Il en va ainsi pour le papier qui, une fois recyclé va généralement avoir une qualité un peu moindre, mais qui pourrait toujours servir de papier. On se retrouve ainsi dans le cas simple du recyclage en boucle fermée ;
- méthode reposant sur la qualité des matières : cette méthode d'imputation consiste à imputer chaque étape utilisant des matières recyclées en fonction de la qualité du produit. Ceci correspond à établir un facteur de dégradation du matériau durant le recyclage et d'imputer chaque processus en fonction de ce facteur ;
- méthode reposant sur le nombre d'utilisations : cette fois, le facteur d'imputation est calculé simplement en divisant l'impact des étapes de recyclage par le nombre d'utilisations ;
- méthode d'imputation économique : Cette méthode d'imputation consiste à calculer un facteur d'imputation en fonction de la valeur économique. Ceci est particulièrement utile quand le recyclage fait ressortir plusieurs produits (par exemple des métaux séparés ou un même métal avec des qualités différentes) ;
- méthode 50/50 : méthode la plus simple qui consiste à attribuer 50 % de l'impact d'un recyclage à chacun des processus qui « entoure » le recyclage ;
- méthode d'extension des frontières : même méthode que celle utilisée pour éviter d'avoir à faire une imputation et qui consiste à inclure dans le système le processus bénéficiant du recyclage ainsi que le processus évité par le recyclage, et de soustraire les impacts évités au nouveau système.

### Évaluation des impacts du cycle de vie
L'évaluation des impacts du cycle de vie (ÉICV) est une étape importante de l'analyse de cycle de vie et vise à transformer un inventaire de flux en une série d'impacts clairement identifiables.
L'évaluation des impacts était anciennement standardisée par la norme ISO 14042 qui stipule que cette étape peut servir pour : 
- identifier et aider à classer les opportunités d'amélioration d'un système de produits ;
- caractériser la performance environnementale d'un système de produit ;
- comparer plusieurs systèmes de produits ayant la même fonction ;
- indiquer les points environnementaux nécessitant une action.

Tout comme le reste de l'analyse de cycle de vie, l'évaluation des impacts est fondée sur une unité fonctionnelle.
L'évaluation des impacts du cycle de vie prend comme données d'entrée l'analyse de l'inventaire du cycle de vie, c'est-à-dire une liste de flux entrants (les matières premières, matières transformées, énergies) et sortants (les rejets, déchets, émissions, etc.) agrégés sur l'ensemble du système de produit, à toutes ses étapes de vie.
Ces flux vont être agrégés dans des catégories d'impacts pour ensuite donner des indicateurs de catégorie. Ultimement, il est possible d'arriver à un score environnemental unique, bien que ceci implique une pondération entre les catégories d'impact.

#### Typologie des méthodes d'évaluation
Il existe plusieurs méthodes pour réaliser une telle évaluation. Ces méthodes peuvent se séparer en deux catégories en fonction de leur positionnement sur le continuum de la chaîne des causes à effet.

##### Méthodes orientées problèmes
La chaîne de « causes à effet » pour les problématiques environnementales est complexe. On distingue souvent des effets primaires, découlant directement des activités étudiées, comme l'émission de CFC, et les effets secondaires, qui sont en fait les conséquences comme la diminution de l'ozone stratosphérique, résultant en une augmentation des rayons UV touchant le sol, ce qui cause des problèmes de cataracte et de cancer. Mais il faudrait idéalement également prendre en compte les effets synergiques et les effets cumulatifs.
Les méthodes orientées problèmes vont s'attacher à catégoriser les impacts de premier ordre, par exemple l'émission des CFC. Ces méthodes sont également connues sous le nom de méthode « mid-point ».

##### Méthodes orientées dommages
Contrairement aux méthodes orientées problèmes, les méthodes orientées dommages vont s'attacher à regrouper les impacts en fonction des résultats, aussi loin que possible dans la chaîne de cause à effet. C'est pour cela que ces méthodes sont également qualifiée de « end-point ».
Ces méthodes présentent l'avantage de montrer plus clairement l'impact. Ainsi au lieu de parler d'émissions de gaz de type SACO (comme les CFC), les catégories d'impact vont quantifier l'impact comme le dommage sur la santé humaine (cancers, cataractes, etc.).
Cependant, suivre la chaîne de cause à effet est assez difficile, notamment dans le domaine biologique : les durées sont importantes et la chaîne de causalité pas toujours clairement établie. 
Par conséquent, les méthodes orientées problèmes sont souvent préférées ; il est toujours possible de dériver les dommages finaux à partir des effets de premier ordre ainsi obtenus.
| Méthodes orientées problèmes | Méthodes orientées dommages |
| --- | --- |
| - EDIP (1997-2003) (Wenzel et al., 1997, Hauschild and Wenzel, 1998a, Hauschild and Potting, 2005, Potting and Hauschild, 2005) EDIP (Danemark) - IMPACT 2002+ (Suisse) - TRACI (Bare, 2002, Bare et al., 2003, Hertwich et al., 1997, Hertwich et al., 1998, Hertwich et al., 1999, Hertwich et al., 2001, Norris, 2002) TRACI (États-Unis) - LUCAS (Toffoletto et al., 2007) - ReCiPe (De Schryver et al., 2007, Huijbregts et al., 2005a, b, Struijs et al., 2007, Van Zelm et al., 2007a-b, Wegener Sleeswijk et al., 2008) - IMPACT World+ (Bulle et al. 2019) | - Eco-Indicator 99 (Goedkoop and Spriensma, 2000) Eco-Indicator 99 (Pays-Bas) - Impact 2002+ (Crettaz et al., 2002, Jolliet et al., 2004, Payet, 2004, Pennington et al., 2005, Pennington et al., 2006, Rochat et al., 2006, Rosenbaum, 2006, Rosenbaum et al., 2007) - CML 2002 (Guinée et al., 2002) - LIME (Itsubo et al., 2004, Hayashi et al., 2000, Hayashi et al., 2004, Hayashi et al., 2006, Itsubo et al., 2008a-d) - EPS2000 (Steen, 1999a, b) - ReCiPe (De Schryver et al., 2007, Huijbregts et al., 2005a, b, Struijs et al., 2007, Van Zelm et al., 2007a-b, Wegener Sleeswijk et al., 2008) - IMPACT World+ (Bulle et al. 2019) |

Les méthodes mentionnées dans les deux colonnes correspondent aux méthodes mixtes permettant la caractérisation aux deux échelles midpoint et endpoint, échelles des impacts et dommages.
liste de contenu restant à classer :
Swiss Ecoscarcity or Ecological scarcity,,,[réf. non conforme].

#### Étapes d'évaluation des impacts

##### Choix des catégories d'impacts
Les catégories d'impact sont multiples. On peut en ressortir deux types qui jouent à deux niveaux. 
Les catégories orientées dommages (endpoint) sont : ressources, changement climatique, santé humaine et qualité des écosystèmes.
Les catégories orientées problèmes (midpoint) sont :
- changements climatiques / réchauffement climatique ;
- destruction de l'ozone stratosphérique ;
- acidification des océans et des sols ;
- eutrophisation ;
- formation d'agents photo-oxydants (smog) ;
- dispersion de radioisotopes (radioactivité) ;
- atteinte des ressources abiotiques ;
- atteinte des ressources biotiques ;
- utilisation des terres ;
- impact écotoxicologique ;
- impact toxicologique (chez l'humain).

Plusieurs autres catégories existent, les principales différences étant que certaines regroupent certains impacts sous une même bannière. Selon ISO 14042, les critères présidant au choix de bonnes catégories d'impacts sont que ces dernières ne soient pas redondantes et n'amènent pas de double comptages, qu'elles ne déguisent pas d'impacts importants, qu'elles soient complètes et qu'elles permettent la traçabilité.

##### Classification
Cette seconde étape vise à classer chaque élément de l'inventaire de cycle de vie dans les catégories choisies.
Ceci n'est pas sans difficulté car certaines substances émises peuvent avoir des impacts multiples selon deux modes :
- en parallèle : une substance a deux impacts simultanés, comme le SO2 est en même temps cause d'acidification et directement toxique pour l'homme (par inhalation) ;
- en série : une substance a une conséquence nocive qui elle-même devient la cause d'autre chose. Par exemple, le SO2 provoque une acidification, ce qui provoque une mobilisation de certains métaux, puis des effets écotoxiques et toxiques.

Il s'agit donc d'éviter la redondance des sources ou des impacts. Ainsi, pour les impacts en parallèle, la même molécule n'aura pas les deux impacts simultanément. Il convient de séparer l'inventaire de la molécule en flux différents ayant des impacts qui leur sont propres. Pour les impacts en série, il faut s'assurer de ne prendre qu'un des impacts pour éviter les redondances.

##### Caractérisation

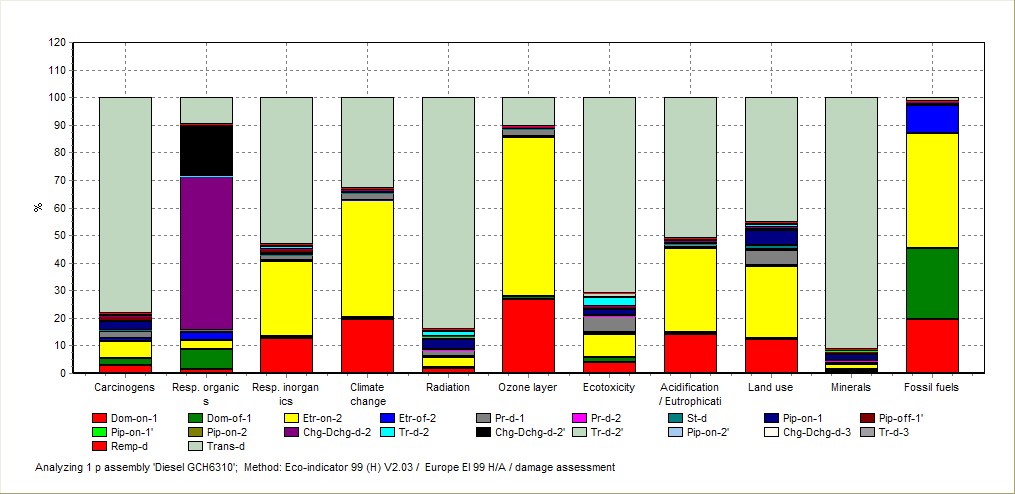
Exemple d'une caractérisation pour le cycle de vie du Diesel.

Cette étape vise à caractériser les entrants et les sortants en fonction de leur degré de contribution à un impact. Cela mène à convertir tous les éléments participant à un impact en une mesure commune permettant de ressortir un indicateur numérique.
Un exemple simple est la caractérisation des substances participant au réchauffement climatique. Il est généralement admis que le CO2 est la substance de référence. Ainsi toutes les autres substances participant à cet impact sont converties en équivalent CO2 en fonction de leur potentiel de réchauffement global. Il est communément admis que le méthane a un potentiel d'impact 20 fois plus important que le CO2, donc chaque gramme de méthane équivaudra à 20 grammes équivalent CO2.
Cette étape fait entrer divers paramètres et mène à faire des choix méthodologiques et des hypothèses pouvant faire varier le résultat. Même pour l'impact « changement climatique », qui est l'un des plus simples (comparativement à l'éco-toxicité par exemple), plusieurs critères rendent la caractérisation difficile.
Le positionnement sur la chaîne de cause à effet pour considérer l'équivalence des différentes substances n'est pas évident. Ainsi caractérise-t-on le méthane (par rapport au CO2) en fonction de sa contribution à la perturbation du bilan des radiations (forçage radiatif instantané, effet de premier ordre) ou à l'augmentation du niveau de la mer (effet de troisième ordre). Le premier est quantifiable, le second est moins certain. Cela nécessite donc de faire un choix méthodologique pouvant modifier le résultat.
L'échelle de temps considérée par l'ACV et certains décalages temporels posent aussi problème. Il est ainsi difficile de caractériser des substances qui génèreront peut-être un cancer dans 30 ans, ou qui auront des conséquences dans des décennies, siècles ou millénaires sur le climat ou la biodiversité, de même pour des processus ou des objets (bâtiment, infrastructure…) qui s'appuient sur des stratégies de reforestation ou de renaturation comme mesure compensatoires. Ainsi le méthane a une durée de vie atmosphérique 15 fois plus brève que le CO2 (10 ans contre 150 ans), mais un pouvoir réchauffant bien plus important à court terme ; la caractérisation du méthane varie donc selon l'horizon temporel choisi : à horizon de 10 ans, son facteur est estimé à 62 par rapport au CO2, alors qu'à 500 ans, ce facteur est ramené à 7,5. Dans les ACV de batteries de véhicule électrique, une étude récente recommande de prioriser les impacts réels de la production aujourd'hui, sans compter sur le recyclage futur ou une réutilisation hypothétique. Les effets de tels décalages temporels sont difficiles à prendre en compte dans une ACV typique. Selon Joris Šimaitis et al. (2023), les évaluations du cycle de vie des batteries lithium-ion peuvent ainsi être trompeuses.

##### Normalisation
Selon ISO, cette étape optionnelle consiste à obtenir une valeur normée afin de la rendre comparable à d'autres valeurs du même domaine. Ainsi il peut être intéressant de ramener certains impacts à une valeur par individu (diviser par le nombre d'habitants d'un pays) ou au contraire de projeter un résultat local/régional à l'échelle nationale ou mondiale.
Dans la norme EDIP, les valeurs vont être ramenées à l'unité « équivalent personne » selon la nomenclature suivante :
mPEDK90
- mPE pour milli-person-equivalent ;
- DK pour Danemark (fixe une spécification de région pour la valeur) ;
- 90 pour 1990 (fixe une dépendance au temps).

Avec cette mesure unique, il faut utiliser des valeurs de référence globales pour les impacts globaux et des valeurs régionales pour les impacts régionaux. Ceci oblige à caractériser les impacts régionaux.

##### Groupement
Selon ISO, cette étape est optionnelle.
Le groupement vise à faire un tri et un classement par priorité des catégories d'impact. Ceci se fait assez rarement.

##### Pondération et agrégation

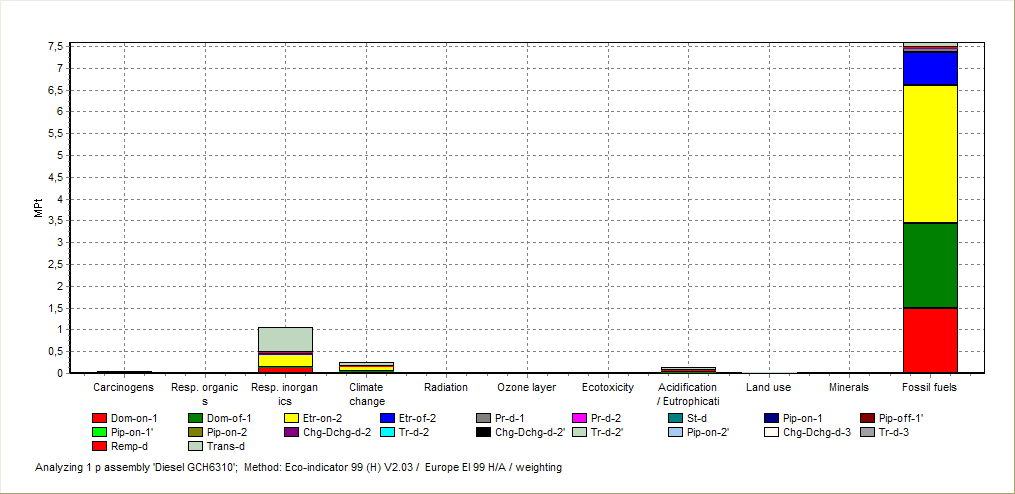
Exemple d'une pondération pour le cycle de vie du diesel

Selon ISO, cette étape est optionnelle.
Bien que cette étape soit celle qui amène le résultat le plus compréhensible pour le grand public car résultant en une valeur unique, elle est optionnelle car c'est aussi l'une des plus subjectives. Cette étape est même déconseillée dans certaines conditions.
L'objectif est de donner des valeurs de pondération à toutes les catégories afin de les agréger en un score unique. Si l'intérêt est évident pour le grand public (possibilité de comparer un score unique entre différents produits), il fait disparaître beaucoup d'informations et se fait par un choix de pondération qui demeure assez subjectif. En effet, il n'existe pas de méthode pour déterminer, par exemple, lequel des changements climatiques ou de l'éco-toxicité a le plus d'impact.
Il existe 5 grandes méthodes pour choisir les valeurs de pondération :
- l'évaluation sociale des dommages: consiste à interroger des populations sur l'importance relative qu'elles donnent à chacun des impacts (dépend donc largement de la perception des problèmes par la société) ;
- les coûts de prévention: consiste à calculer les coûts de préventions (ou de correction) pour lutter contre un impact (difficile à évaluer pour les impacts globaux comme les changements climatiques) ;
- consommation d'énergie: consiste à calculer l'énergie nécessaire pour endiguer chacun des impacts ;
- évaluation par des experts: des panels d'experts doivent proposer des pondérations (difficile car rares sont les experts qui ont plusieurs spécialités, donc chacun tend à privilégier l'impact potentiel de son domaine d'expertise) ;
- dépassement d'un seuil: consiste à fixer des seuils communément acceptés pour chaque catégorie et pondérer en fonction de l'écart existant avec ces seuils.

### Interprétation de l'analyse de cycle de vie
L'interprétation vise à retirer des conclusions sûres de l'analyse. Il faut donc analyser les résultats, établir des conclusions et expliquer les limites de l'analyse réalisée.
Il faut également fournir des résultats transparents, conformes à la définition du champ d'étude, complets et aisés à comprendre.
Dans le cadre d'une analyse de cycle de vie, le processus employé est aussi important que le résultat final, il faut donc laisser ce processus ouvert et compréhensible pour laisser au lecteur la possibilité de juger de l'apport de l'analyse réalisée.
L'interprétation doit également mettre en avant les méthodes de vérification employées et doit clairement établir les limites de l'étude.

#### Outils d'analyse des résultats

##### Analyse de contribution
Calcul de la contribution d'un paramètre d'entrée par rapport à un paramètre de sortie. Cette analyse peut se faire par rapport à l'inventaire, à la caractérisation ou à l'indicateur unique s'il a été calculé. Il va ainsi être possible de ressortir des pourcentages de contribution, permettant de s'assurer que les résultats sont cohérents et de ressortir les processus et les éléments qui contribuent le plus au cycle de vie.

Ceci va permettre d'évaluer quels intrants et quels processus sont les principales sources de l'impact environnemental. Il n'est pas rare que parmi des centaines de processus élémentaires, quelques-uns seulement représentent plus de 80 % des impacts, se rapprochant ainsi du principe de Pareto. Ressortir ces processus fournit des indications précieuses sur les éléments à améliorer dans le système étudié.

##### Analyse de dominance
Calcul utilisant des outils statistiques ou de ranking permettant de ressortir les contributions significatives ou remarquables (consiste généralement à faire des catégories de contribution allant de forte à faible et de classer chaque étape du processus dans ces catégories.)

##### Analyse d'influence
Analyse visant à voir la possibilité d'influencer un aspect environnemental et son impact sur l'analyse complète.

#### Outil de vérification
L'objectif est d'assurer la complétude, la cohérence et la stabilité des résultats. Pour cela, plusieurs étapes sont à réaliser :
Étude des sources d'incertitudes
Il faut regarder la variabilité des paramètres en fonction de l'espace, du temps, des relations entre sources et objets. La précision des données, le fait d'avoir des données manquantes doit également être étudié de près tout comme le modèle utilisé et les simplifications qui sont faites.
Enfin, il faut également évaluer l'incertitude liée aux choix et hypothèses réalisés tout au long du processus ainsi que les incertitudes propres aux prises de données et à la limite des connaissances sur les sujets traités.
Contrôle de complétude
Rares sont les ACV pouvant obtenir toutes les données nécessaires. Souvent des approximations sont nécessaires. Il faut alors justifier les choix faits et vérifier l'impact de ces choix si les données sont importantes et justifier en quoi ces données ne sont pas importantes si elles sont jugées comme telles.

##### Contrôle de sensibilité
L'objectif est de valider la fiabilité des résultats finaux en déterminant l'influence sur ceux-ci de variation dans les hypothèses, les données sources et la méthodologie.
Le contrôle de sensibilité peut s'appliquer à n'importe quel élément de l'analyse : imputation, critère d'exclusion, frontière du système, catégories d'impact choisies, données de normalisation, etc.
Deux types d'analyse de sensibilité sont possibles :
- sensibilité à un critère continu (résultat de sortie en fonction d'un paramètre d'entrée). Il est alors possible de faire une analyse de perturbation.

Dans ce cas, il est possible d'étudier l'impact d'une variation de x % d'un flux élémentaire sur l'inventaire, d'un facteur de pondération sur le score final, etc. À partir de là, il est possible d'extrapoler des facteurs de dépendance (ou de corrélation). Les intrants ayant un fort pouvoir de corrélation sur l'output doivent alors être regardés de près pour assurer que ces valeurs, dont l'impact est majeur, sont aussi précises que possibles. Cette analyse peut amener à revoir le champ d'étude et les objectifs en fonction de la sensibilité de certaines données ;
- sensibilité à un critère discret c’est-à-dire à des choix. Il faut alors, dans la mesure du possible, analyser les autres choix que ceux faits et s'assurer que les résultats obtenus selon les différents scénarios demeurent dans une fourchette admissible.

##### Contrôle de cohérence
L'objectif de ce contrôle est de s'assurer que les résultats obtenus sont conformes au champ de l'étude initialement formulé. Dans le cas de comparaison entre différents scénarios, il est également conseillé de démontrer que les hypothèses choisies dans chacun des scénarios sont cohérentes les unes par rapport aux autres.
Ces différences entre les scénarios peuvent venir de différences dans les sources des données, dans la précision des données, dans les représentations technologiques... Les différences liées au facteur temps, au facteur géographique, à l'âge des données, et aux indicateurs doivent être également pris en compte.

##### Évaluation de la qualité des données
Normalement, dès les premières étapes de l'inventaire, les praticiens doivent établir des recommandations concernant la qualité des données, notamment les couvertures temporelles et géographiques, la précision, la représentativité, la cohérence et la reproductibilité des mesures, les sources des données et les niveaux d'incertitude.
Durant la phase de vérification, les données utilisées doivent être comparées aux recommandations initiales. Les écarts doivent être documentés et justifiés.

##### Analyse d'incertitude
Vise à vérifier l'impact de l'incertitude des données principales sur les résultats du modèle. Ceci se fait habituellement avec des outils informatiques en utilisant par exemple une Méthode de Monte-Carlo. Certains des outils d'analyse du cycle de vie permettent d'entrer l'incertitude d'une valeur avec une distribution. Le programme va alors ressortir une distribution de résultat qui permettra soit de s'assurer que la variabilité n'a pas d'impact trop important, soit que le résultat d'un comparatif entre plusieurs scénarios est valide dans les conditions d'incertitude.

## Outils
Le centre de recherche de la Commission européenne a publié une liste de logiciels, outils et services d'ACV.
Ces logiciels permettent en général de réaliser des modèles de cycle de vie. Ils exploitent ou contiennent des bases de données d'inventaires et des méthodes d'évaluation des impacts. Ceci permet de calculer les impacts potentiels à partir des modèles réalisés.
Les praticiens de l'ACV disposent par exemple de Brightway2 et Open LCA[réf. nécessaire].

## Exemples d'application

### Le bâtiment en France
Tout élément bâti peut théoriquement faire l'objet d'une ACV, avec d'autant plus de complexité que la construction et ses usages sont complexes. 
En France 43 % de l’énergie finale (> 100 Mtep/an) est consommée par les bâtiments, dont la construction et démolition génèrent plus de 40 millions de tonnes de déchets, encore peu et mal recyclés, plaçant pour les émissions de « gaz à effet de serre » le résidentiel-tertiaire (24 %) se place devant les transports (23 %), l’industrie et l’agriculture. À la suite des demandes de performanciels[Quoi ?] et d'évaluation environnementale de la HQE, la réflexion a porté sur les bâtiments habités, surtout à partir des années 2000. La loi Grenelle 2 (2010) pousse le secteur du bâtiment vers les ACV, via de nouveaux articles du Code de la construction et de l’habitation, qui visent un label environnemental intégrant l’ensemble du cycle de vie du bâtiment. 
En octobre 2011, un projet de décret et d'arrêté sur la déclaration environnementale des produits de constructionpourrait aboutir à l'obligation d'ACV pour les acteurs voulant communiquer sur les impacts environnementaux de leurs constructions. L'ACV est alors multi-échelle ; des produits et éléments de bases (fiche de déclaration environnementale et sanitaire ou FDES, PEP, EPD accessibles depuis la Base nationale française de référence INIES ) aux bâtiments eux-mêmes (quantification des performances environnementales) et parfois à l'échelle d'îlots, d'écoquartier ou d'infrastructures. Cette fiche est remplie sous la responsabilité des fabricants (ou syndicat professionnel) du produit. La norme pr EN 15804 (qui va partiellement remplacer la NF P01-010 en 2012) donne la méthode d'obtention et le format de déclaration des informations environnementales et sanitaires. 
Des outils informatiques d'aide au calcul doivent encore être améliorés, testés, validés et normalisés (exemple : norme ISO 15392:2008 sur le développement durable dans la construction,  norme européenne prEN 15804 sur les déclarations environnementales des produits de construction qui doit remplacer la NF P01-010 en 2012,  norme EN 15978 devant remplacer la XP P01-020-3 en 2012  sur les indicateurs et méthodes de calcul des impacts environnementaux des bâtiments). En 2011, plusieurs approches peuvent donner des résultats différents.
Toutefois, la convergence des référentiels d’évaluation (échelle produit : NF EN 15804, PCR PEP v3, ISO 21930. Échelle bâtiment NF EN 15978) est en marche.
Les travaux d'articulation  d'ACV avec l'échelle des quartiers et de la ville sont également portés au sein de la commission AFNOR Aménagement durable et résilient : AFNOR/ADR et de l'institut Efficacity : l'institut de R&D pour la transition énergétique de la ville.
L'ACV se retrouve aujourd'hui être l'une des méthodes d'évaluation environnementale préconisée notamment par la Commission Européenne au sein de ses feuilles de route « Resource Efficiency » et « Circular Economy ».

### Exemple de résultats
Voici quelques chiffres comparés des impacts entre les infrastructures et les procédés (selon Éco-indicator 99, score unique (en pt. hiérarchisé)[réf. nécessaire].
|                      | Impact infrastructures | Impact procédé utilisation |
| Fonte                | 8 %                    | 92 %                       |
| Papier journal       | 13 %                   | 87 %                       |
| Contreplaqué         | 3 %                    | 97 %                       |
| Patate bio           | 96 %                   | 4 %                        |
| Électricité éolienne | 99 %                   | 1 %                        |
| Hydro-électricité    | 92 %                   | 8 %                        |
| Électricité charbon  | 5 %                    | 95 %                       |
| Nucléaire            | 32 %                   | 68 %                       |
| Énergie diesel       | 4 %                    | 96 %                       |
| Énergie gaz naturel  | 1 %                    | 99 %                       |
| Camion               | 33 %                   | 67 %                       |
| Voiture              | 24 %                   | 76 %                       |
| Incinération         | 3 %                    | 97 %                       |
| Recyclage            | 19 %                   | 81 %                       |
| Enfouissement        | 96 %                   | 4 %                        |

### Au Québec
L'analyse du cycle de vie est utilisée par des sociétés d’État ou organismes gouvernementaux en plus de résultats qui ont été diffusés dans les médias québécois.
Le Centre international de référence sur le cycle de vie des produits, procédés et services (CIRAIG), groupe de recherche sur le cycle de vie et le développement durable, en collaboration avec la base de données ecoinvent[Quoi ?] et le Ministère de l'Environnement et de la Lutte contre les changements climatiques, a développé une base de données d’inventaire du cycle de vie (ICV) spécifique pour les données[Lesquelles ?] du Québec.

## Avantages et inconvénients
L'analyse de cycle de vie offre une vision globale de l'impact environnemental d'une filière, permet de prévoir certains transferts de pollution, d'évaluer quel type d'impact environnemental est dominant dans la réalisation d'un produit et quelles étapes (étape de production, utilisation, mise au rebut) ou quels éléments particuliers du produit y contribuent le plus. Ceci est obtenu par une démarche aussi exhaustive que possible et selon une démarche clairement documentée. Cette méthode permet également une mise en perspective des différents types d'impacts plutôt que de se limiter à un type d'impact particulier.
C'est également un outil utile pour faire des choix autant à portée globale (choix d'une politique environnementale, comme l'intérêt du recyclage de certains produits) que locale (choix de design et de production pour un produit).
Cependant nombre d'obstacles font que l'analyse du cycle de vie ne sera jamais un outil universel. D'abord il est quasi impossible d'obtenir l'intégralité des flux utilisés pour un produit, il faut donc se contenter de données parfois limitées et faire appel à des données génériques, donc manquant de précision.
Dans les logiciels d'analyse de cycle de vie actuels, les processus sont généralement régionalisés (contrairement aux impacts qui ont lieu de façon géographiquement indifférenciée et ne dépendent pas de la région ou des régions où a/ont lieu le cycle de vie): il existe généralement plusieurs instances pour chaque processus, en fonction du lieu d'utilisation. Par exemple, pour un même logiciel d'analyse de cycle de vie, il existe plusieurs processus de production d'électricité par le biais de centrales à charbon, pour différents pays, et ces centrales ont des profils d'émission sensiblement différents d'un pays à un autre. Cependant, toutes les régions du monde ne sont pas représentées pour un même type de processus. Il est donc souvent difficile, voire impossible, de réaliser une analyse de cycle de vie qui tienne complètement et parfaitement compte des particularités et du contexte de chaque pays. En revanche, tant que les processus représentatifs requis existent, il est facile et rapide de remplacer un processus par un autre dans une même analyse de cycle de vie. Cela rend aisé, dans la limite de la disponibilité des processus adéquats, la modification d'une analyse de cycle de vie en vue de l'adapter à la réalité contextuelle d'un autre pays ou d'une autre région.
Par ailleurs, plusieurs choix méthodologiques demeurent assez subjectifs comme les choix d'imputation et les méthodes de caractérisation des impacts, de normalisation et de pondération s'ils sont utilisés. Il n'est pas rare, dans le cadre d'une comparaison, de voir le classement entre plusieurs produits être inversé selon la méthode d'évaluation choisie et ce juste au niveau de la caractérisation.
Plusieurs auteurs plaident aussi pour une réévaluation de la notion de ressources naturelles dans l'ACV.
En conclusion, l'analyse de cycle de vie présente de nombreux intérêts. Toutefois les résultats à eux seuls peuvent toujours être contestables selon les choix méthodologiques réalisés. Par conséquent les valeurs obtenues peuvent difficilement être utilisées par le grand public et nécessitent d'être étudiées en détail.

## Flux et méthode mathématique

### Résolution mathématique
L'analyse de cycle de vie fait un usage important du calcul matriciel pour passer de l'inventaire des flux à l'agrégation des impacts en passant par plusieurs étapes intermédiaires. Ces calculs sont généralement réalisés à l'aide de logiciels de simulation, mais il demeure utile de connaître les différentes étapes en jeu.

#### De l'inventaire brut à l'inventaire mis à l'échelle et agrégé
Durant cette première étape, les matrices entrant en jeu sont constituées des flux suivants :
- aij : flux économique i du processus élémentaire j ;
- bij : flux élémentaire i du processus élémentaire j ;
- sj : facteur de mise à l'échelle j.

Chaque processus élémentaire est représenté comme un vecteur dans une base des flux économiques et une base des flux élémentaires ce qui donne les matrice suivantes :
- A matrice des flux économiques ;
- B matrice des flux élémentaires ;
- S matrice de mise à l'échelle.

Ceci permet d'arriver à des valeurs mises à l'échelle du flux de référence
fi : somme des flux économiques i mis à l'échelle / f matrice des flux économiques mis à l'échelle, correspond à la demande finale.
gi : sommes des flux élémentaires i mis à l'échelle / g matrice des flux élémentaires mis à l'échelle.
A.s = f
Généralement, on connait la demande finale f ainsi que les flux économiques, il est donc possible d'obtenir le facteur de mise à l'échelle.
s = A−1.f
Ensuite, il est possible d'obtenir la matrice des flux élémentaires :
B.s = g
Ceci permet d'obtenir tous les flux élémentaires et économiques mis à l'échelle et agrégés.

#### Du vecteur d'inventaire au vecteur d'indicateurs d'impact
Comme expliqué dans l'évaluation des impacts du cycle de vie, le but consiste à ramener les inventaires en catégories d'impact clairement établies. Il est ensuite possible de ramener tous les flux d'inventaires participant à une catégorie d'impact à une valeur d'équivalence par rapport à une unité de référence. Par exemple, pour la catégorie d'impact réchauffement climatique, tout sera ramené en kg CO2équivalent.
Pour ce faire, il faut établir une matrice de caractérisation Q qui va faire le lien entre le vecteur d'inventaire et le vecteur des indicateurs d'impact h qui s'obtient ainsi :
h = Q.g avec g comme vecteur d'inventaire

#### Vers un vecteur d'impact normalisé
Il est ensuite possible d'établir une matrice de normalisation. Cette dernière est une matrice diagonale dont les valeurs sont 1/ĥi pour chaque i catégorie d'impact. Il est ainsi possible d'obtenir le vecteur d'indicateur d'impact normalisé ~h.
Ceci permet généralement de passer des valeurs en « unités équivalentes » à des valeurs sans unités ou en points, plus facilement comparables entre elles et avec d'autres ACV.

#### Indicateur unique
Enfin il est possible d'établir un vecteur de pondération w entre les différentes catégories étudiées. Sachant que les valeurs ont été normalisées auparavant et s'expriment donc sans unité, il est possible de les sommer. On obtient ainsi :
W = w.~h

#### Cycle de vie
- Bilan énergétique
- Bilan carbone
- Contenu CO2
- Coût total de possession
- Cycle de vie (commerce)
- Échange de données informatisées
- Écoproduit
- Écomatériaux
- Traçabilité
- Agribalyse
- Gestion du cycle de vie des produits

#### Normalisation
- Liste de normes ISO
- Série des normes ISO 14000
- ISO 10303 - STEP Norme pour l'échange de modèles de données de produits